# Vergons
Vergons – miejscowość i gmina we Francji, w regionie Prowansja-Alpy-Lazurowe Wybrzeże, w departamencie Alpy Górnej Prowansji.
Znana z opowiadania Jeana Giono pt. "Człowiek, który sadził drzewa".

## Demografia
Według danych na rok 1990 gminę zamieszkiwało 108 osób, a gęstość zaludnienia wynosiła ~2 osoby/km². w styczniu Vergons zamieszkiwało 116 osób, przy gęstości zaludnienia wynoszącej 2,5 osób/km².